# Silvio Jakobitsch
Silvio Jakobitsch (* 29. Mai 1989 in Klagenfurt am Wörthersee) ist ein ehemaliger österreichischer Eishockeyspieler, der zuletzt beim viertklassigen VST Völkermarkt spielte.

## Karriere
Jakobitsch durchlief zu Beginn seiner Karriere die Nachwuchsmannschaften des EC KAC und absolvierte in der Saison 2006/07 sein erstes Spiel für die Kampfmannschaft in der Erste Bank Eishockey-Liga. Ab der Saison 2008/09 gehört er zum erweiterten Stammkader der Mannschaft und konnte in dieser Spielzeit auch zwei Meistertitel – einen in der EBEL, einen in der österreichischen U20-Liga – gewinnen. Für die Saison 2010/11 wurde Jakobitsch an die Vienna Capitals ausgeliehen. Später spielte er für die Klubs EHC Althofen und VST Völkermarkt.

### International
Jakobitsch nahm an den U18-Weltmeisterschaften 2006 und 2007 sowie der U20-Weltmeisterschaft 2009 jeweils in der Division I teil und konnte dort in fünfzehn Spielen zwei Tore und drei Assists für sich verbuchen.

## Erfolge und Auszeichnungen
- 2009 Österreichischer Meister mit dem EC KAC
- 2009 Österreichischer U20-Meister mit dem EC KAC
- 2009 Aufstieg in die Top-Division bei der U20-Weltmeisterschaft der Division I, Gruppe B

## Karrierestatistik

### International
Vertrat Österreich bei:
- U18-Junioren-Weltmeisterschaft 2006
- U18-Junioren-Weltmeisterschaft 2007
- U20-Junioren-Weltmeisterschaft 2009

(Legende zur Spielerstatistik: Sp oder GP = absolvierte Spiele; T oder G = erzielte Tore; V oder A = erzielte Assists; Pkt oder Pts = erzielte Scorerpunkte; SM oder PIM = erhaltene Strafminuten; +/− = Plus/Minus-Bilanz; PP = erzielte Überzahltore; SH = erzielte Unterzahltore; GW = erzielte Siegtore; 1 Play-downs/Relegation; Kursiv: Statistik nicht vollständig)